# Apple (canción)
«Apple» es una canción de la cantante británica Charli XCX. Fue producida por A. G. Cook y escrita por Charli XCX, siendo lanzada el 7 de junio de 2024 como parte de su sexto álbum de estudio, Brat, a través de Atlantic Records. La canción se lanzó en la radio italiana a través de Warner Records el 2 de agosto de 2024 como el tercer sencillo del álbum.

## Antecedentes y composición
«Apple» fue anticipada el 8 de septiembre de 2023, cuando Charli XCX subió una foto de su cuaderno mostrando la letra de una canción llamada «The Apple». El tema se volvió a adelantar el 2 de abril de 2024 en una nota de voz enviada a sus fanáticos, lo que confirmó que «Apple» formaría parte de su álbum de 2024, Brat. En la canción, XCX da un mordisco a una manzana metafórica, determina que está podrida y siente una abrumadora necesidad de huir. El tema aborda la relación de XCX con sus padres y el trauma intergeneracional. La «manzana» se utiliza como metáfora, simbolizando tanto la conexión familiar como la naturaleza del trauma. La canción emplea un sonido retro de electropop y synth pop de los años 1980, manteniendo elementos característicos del hyperpop de XCX.

## Recepción y versiones
Meaghan Garvey de Pitchfork encontró «curiosa» la alegoría frutal del tema, pero escribió que nunca una letra de XCX había «rondado» tanto su mente «como lo han hecho las líneas de “Apple”». Gio Santiago de Resident Advisor comentó que la canción «no tendría ningún problema en convertir una pista de baile vacía en una sauna sudorosa», y Ludovic Hunter-Tilney de Financial Times opinó que el tema rendía homenaje «al sonido de los años 1980».
La canción se volvió viral en TikTok poco después de su lanzamiento, cuando la actriz y creadora de contenido con sede en Nueva York, Kelley Heyer, subió un video con una coreografía improvisada tras sentir que el ritmo de la canción la impulsaba a moverse de una manera particular. La coreografía incluye movimientos de cadera, colocar las manos en la cintura, sostener una manzana imaginaria sobre la cabeza y fingir conducir un coche. Para el 28 de junio, XCX se había grabado haciendo la coreografía junto a Troye Sivan, mientras que varios otros famosos habían subido videos similares. Además, los creadores de contenido de «#AmishTikTok» hicieron su propia versión de la danza, sustituyendo la conducción de un coche por la de un carro tirado por caballos. Más tarde, XCX subió imágenes de un intento fallido de convencer a su prometido, George Daniel, de hacer la coreografía.
En agosto de 2024, Griff interpretó una versión de dream pop de la canción para Like a Version, una serie de Triple J. NME describió su versión como «brillante y reluciente», señalando que tenía «un fuerte énfasis en sintetizadores oníricos y platillos suaves». En una entrevista para Triple J, Griff mencionó que decidió hacer la versión porque el álbum le había resultado muy inspirador.

## Posicionamiento en listas
| Listas (2024)                               | Mejor posición |
| ------------------------------------------- | -------------- |
| Australia (ARIA)                            | 18             |
| Austria (Ö3 Austria Top 40)                 | 74             |
| Canadá (Canadian Hot 100)                   | 37             |
| República Checa (Singles Digitál Top 100)   | 85             |
| Estonia (TopHit)                            | 129            |
| Global 200 (Billboard)                      | 30             |
| Grecia (IFPI)                               | 50             |
| Islandia (Tónlistinn)                       | 37             |
| Irlanda (IRMA)                              | 9              |
| Letonia (LAIPA)                             | 19             |
| Lituania (AGATA)                            | 47             |
| Lituania (TopHit)                           | 81             |
| Países Bajos (Mega Single Top 100)          | 90             |
| Nueva Zelanda (Recorded Music NZ)           | 22             |
| Filipinas (Philippines Hot 100)             | 86             |
| Portugal (AFP)                              | 115            |
| Singapur (RIAS)                             | 28             |
| Suecia (Sverigetopplistan)                  | 75             |
| Suiza (Schweizer Hitparade)                 | 93             |
| Reino Unido (UK Singles Chart)              | 8              |
| Estados Unidos (Billboard Hot 100)          | 51             |
| Estados Unidos (Hot Dance/Electronic Songs) | 4              |
| Estados Unidos (Mainstream Top 40)          | 28             |

## Premios y nominaciones
| Año  | Premio                          | Categoría              | Resultado | Referencias |
| ---- | ------------------------------- | ---------------------- | --------- | ----------- |
| 2025 | Nickelodeon Kids' Choice Awards | Canción viral favorita | Nominada  | [ 34 ]      |